# Caipiroska

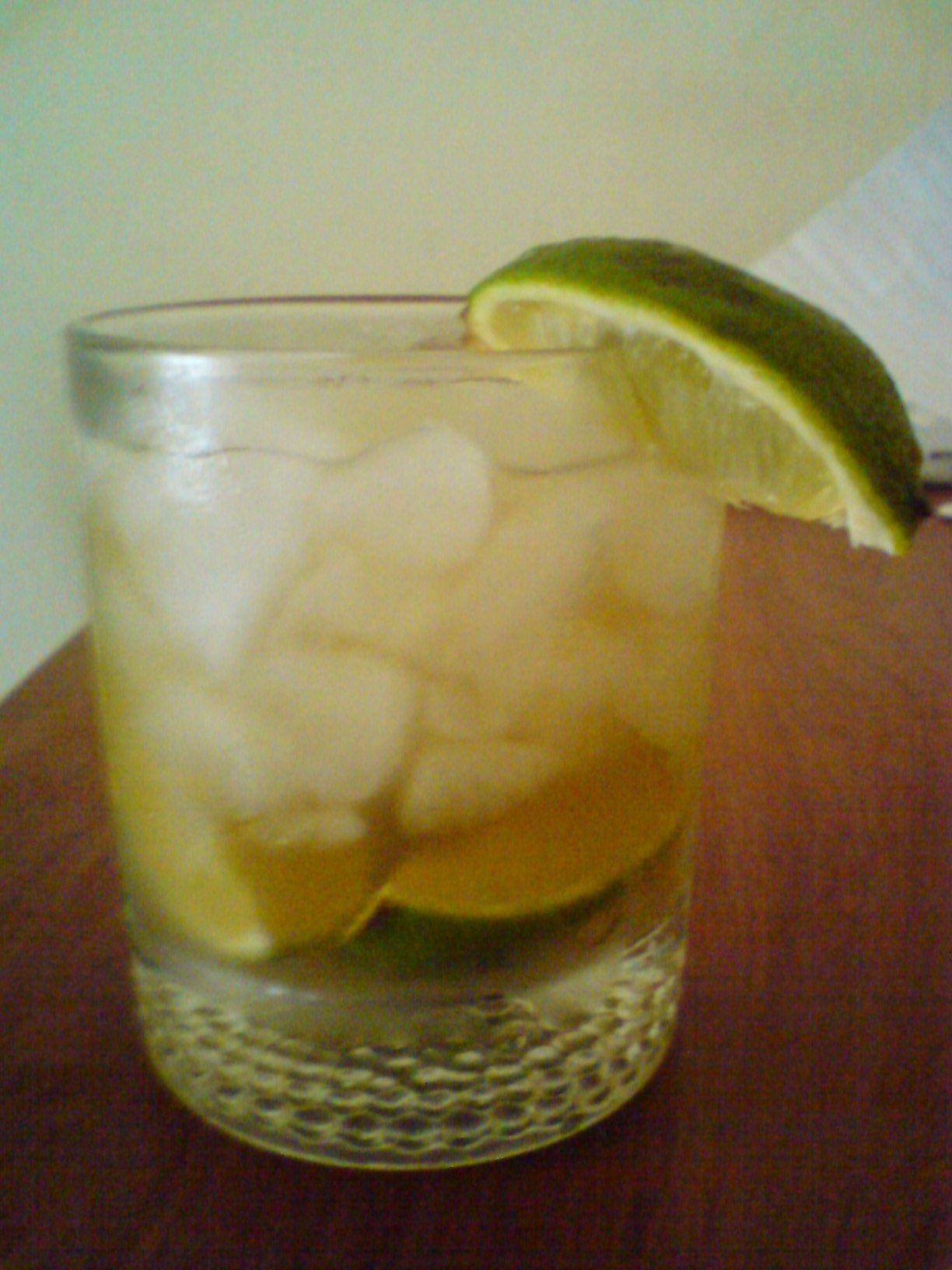
Caipiroska

Caipiroska, caipirovka – koktajl alkoholowy, odmiana caipirinhy. Jest przygotowywany z wódki zamiast stosowanej w caipirinhi cachaçy. Pozostałe składniki koktajlu to cząstki limonki, cukier trzcinowy oraz kruszony lód.
Caipiroska jest koktajlem szczególnie popularnym w Brazylii oraz Argentynie, Paragwaju i Urugwaju